# Střelba (Glee)
Střelba (v anglickém originále Shooting Star) je osmnáctá epizoda čtvrté série amerického hudebního televizního seriálu Glee a v celkovém pořadí osmdesátá čtvrtá epizoda tohoto seriálu. Napsal ji Matthew Hodgon, režíroval ji Bradley Buecker a poprvé se vysílala ve Spojených státech dne 11. dubna 2013 na televizním kanálu Fox.

## Příběh
Vedoucí školního sboru Will Schuester (Matthew Morrison) učiní „Poslední šance“ jako téma týdne poté, co Brittany Pierce (Heather Morris) oznámí, že věří, že asteroid zasáhne jejich město. Brittany později sdělí Becky Jackson (Lauren Potter), že bude již brzy maturovat a Becky se začne bát, co se bude dít po Brittanině odchodu, ale Brittany ji upokojí, že bude v pořádku, když se na to připraví. Mezitím trenérka fotbalu Shannon Beiste (Dot-Marie Jones) prozradí Willovi své opravdové city k němu, ale ten jí řekne, že se dal zpět dohromady s Emmou Pillsbury (Jayma Mays) a nechává Shannon se zlomeným srdcem.
Ryder Lynn (Blake Jenner) spatří Katie Fitzgerald (Ginny Gardner), dívku, se kterou si píše a do které se zamiloval a vede ji do místnosti sboru, kde ji vyzná lásku písní „Your Song“. Zjistí ale, že dívčino jméno je Marissa a s Ryderem si nepsala, někdo jiný používal fotky Marissy a představoval se jako "Katie". Ryder se rozhodne zjistit, kdo je ta "Katie", které řekl veškerá svá tajemství a obavy a zorganizuje setkání s ní následující den před místností sboru. Mezitím Sam Evans (Chord Overstreet) oznámí veřejně svou lásku k Brittany a v hale se jí dvoří s písní „More Than Words", ale ona se svými vlastními pocity bojuje a místo toho věnuje píseň své kočce, Lordovi Tubbingtonovi, protože si myslí, že on je zanedbáván kvůli jejímu vztahu se Samem.
Když se sbor shromáždí v posluchárně, jsou slyšet dva výstřely s pistole a škola se zamyká a Brittany uvízne na dívčích záchodcích. Will a Bieste se snaží studenty uklidnit, ale Sam se rozhodne vrátit se pro Brittany. Will poté nechá studenty v péči Beiste a přivádí Brittany a dva další studenty do posluchárny. Mezitím Ryder volá na Katiin telefon a dozví se, že je v posluchárně. Artie Abrams (Kevin McHale) podporuje členy sboru, aby nahráli své poslední pozdravy pro své rodiny v případě, že nepřežijí. Nicméně po několika hodinách od uzamčení školy policie vyčistí areál a studenti mohou odejít.
Poté, co se policii nepodaří najít zbraň, tak trenérka roztleskávaček Sue Sylvester (Jane Lynch) oznámí, že zbraň patřila jí a selhala - je to však lež a snaží se zakrýt vinu Becky, která zbraň ve skutečnosti ukradla od svého otce a přinesla si jí do školy, aby byla připravená. Ředitel Figgins (Iqbal Theba) je nucen Sue vyhodit, ale Will je nadále přesvědčen o její nevině. Will také vytvoří profil pro Beiste na internetové seznamce a je překvapen, že z jednoho z jejích nápadníků se vyklube bývalý školní fotbalový trenér Ken Tanaka (Patrick Gallagher). Sam překvapuje Brittany, když jí jako dárek dává další kočku, Lady Tubbington a Brittany mu konečně také vyzná lásku.
Ryder jde do místnosti sboru i následující den, ale "Katie" se neukáže. Poté se vrátí do haly a připojí se ke svým přátelům v písni „Say", během kterého se vzájemně uklidňují ohledně traumatických zkušeností.

## Seznam písní
- „Your Song“
- „More Than Words“
- „Say“

## Obsazení
| Chris Colfer      | Kurt Hummel           |
| Darren Criss      | Blaine Anderson       |
| Jane Lynch        | Sue Sylvester         |
| Kevin McHale      | Artie Abrams          |
| Lea Michele       | Rachel Berry          |
| Cory Monteith     | Finn Hudson           |
| Heather Morris    | Brittany Pierce       |
| Matthew Morrison  | William Schuester     |
| Chord Overstreet  | Sam Evans             |
| Amber Riley       | Mercedes Jones        |
| Naya Rivera       | Santana Lopez         |
| Mark Salling      | Noah „Puck“ Puckerman |
| Harry Shum mladší | Mike Chang            |
| Jenna Ushkowitz   | Tina Cohen-Chang      |